# 鈴木太一
鈴木 太一（すずき たいち、1976年6月16日 - ）は、日本の映画監督・脚本家。東京都出身。エム・エーフィールド所属。

## 来歴・人物
東京都江戸川区出身。早稲田大学第二文学部(歴史・民俗専修)卒業。大学卒業後、ENBUゼミナール映像コラボレートコースにて映画を学ぶ。
ENBUゼミナール卒業後、映画監督篠原哲雄に師事。フリーで映画・PVなどの助監督を務める傍ら、ホラーDVD「怪奇！アンビリーバブル」シリーズ等の演出を手がける。
2009年から株式会社エム・エーフィールドに脚本家として所属。劇場用映画やテレビドラマの企画に携わる。
2011年夏、3分11秒の短編映画『ベージュ』(監督・脚本を担当)を製作し、311仙台短篇映画祭映画制作プロジェクト『明日』に参加。
2011年秋、BSスカパー!開局記念連続ドラマ『Oh!デビー』(主演・矢田亜希子）の第3話にて脚本家デビューを果たす。
2012年、初の長編映画『くそガキの告白』で映画監督デビュー。24時間チラシ配りマラソンなど独自の宣伝スタイルが話題となる。
以降、テレビドラマ、CMなどの監督・脚本家として活躍。
テラスハウス評、島田晴香評、テラスハウスは敗者の味方、俺のアフターコロナなどのコラムあり。
2020年、動画「太一Zoom」制作　太一zoom vol.1 vol.2 vol.3 vol.4（最終回）

## 主な作品

### 映画
- 『くそガキの告白』　監督・脚本（2012）長編デビュー作　ゆうばり国際ファンタスティック映画祭 審査員特別賞／シネガーアワード賞／ベストアクター賞・ゆうばりファンタランド大賞（人物部門）四冠受賞[1][2][3][4]
- 『生きててよかった』　監督・脚本（2022年5月13日）
- 『THEATERS』(オムニバスの一篇) （2023年）
- 『みんな笑え』　監督・脚本（2025年2月8日）

#### 短篇映画
- 『ベージュ』監督・脚本（2011 311仙台短篇映画祭映画制作プロジェクト〈明日〉参加作品）[5][6][7]
- 『そのときあなたは夢をみた』　監督・脚本（2013・ネスレシアター）
- 『みんな死ね、生きろ』　監督・脚本（2014・ENBUゼミナール製作）[8]
- 『文学少女の憂鬱』　監督・脚本（2015・ENBUゼミナール製作）[9]
- 『若者よ』　監督・脚本・編集（2016・ゆうばり国際ファンタスティック映画祭2016/フォアキャスト部門上映作品）[10][11]
- 『死霊になれなくて』監督・脚本（2017・東映presents HKT48×48人の映画監督たち/主演：今田美奈）
- キネカ大森先付ショートムービー『もぎりさん』4話〜6話 脚本（2018）
- キネカ大森先付ショートムービー『もぎりさん session2』7話〜9話 監督・脚本（2019）
- 『超新星10th Anniversary Film～絆は永遠に～』脚本（2019）

### テレビ
- BSスカパー！開局記念ドラマ『Oh！デビー』　第3話　脚本(2011年、BSスカパー!)
- ドラマ『ラヴコンシェル』「カエルだって、アメンボだって」監督・脚本(2012年、NOTTV)
- 連続ドラマ『みんな!エスパーだよ!』第4話・第5話　監督・脚本（2013年、テレビ東京）
- フジテレビNEXTsmart開局記念ドラマ『バックハグ〜アフィリエイトがつなぐ恋〜』脚本（2014年、フジテレビ）
- 連続ドラマ『PANIC IN』　第1話・第4話・第9話・第10(最終)話　監督・脚本(2015年、BSスカパー！)[12]
- 連続ドラマ『豆腐プロレス』5話、9話、10話、13話、18話、21話、22話　脚本（2017年、テレビ朝日）
- 連続ショートドラマ「夏の日の君に」全10話　監督・脚本（2017年、テレビ東京「○○と新どうが」/LINE LIVE）
- 連続ドラマ「愛と妄想のキングダム」全４話　監督・脚本（2018年 テレビ埼玉）

### CM
- 日本航空インフォマーシャル ミニドラマ『母からの贈り物』　監督・脚本（2013年）
- 日本航空インフォマーシャル ミニドラマ『クリスマス』　監督・脚本（2013年）
- 日本航空インフォマーシャル ミニドラマ『想いの詰まった暗証番号』　監督・脚本（2014年）
- 日本航空インフォマーシャル ミニドラマ『夢の翼』　監督・脚本（2014年）

### オリジナルビデオ
- 『怪奇！アンビリーバブル　徐霊！最恐悪霊写真』　演出（2005年）
- 『怪奇！アンビリーバブル　驚愕！呪殺写真』　構成・演出（2005年）
- 『怪奇！アンビリーバブル　降霊！呪われたカメラ』　構成・演出（2007年）
- 『怪奇！アンビリーバブル　闇の都市伝説』　構成・演出（2008年）

### 舞台
- 「刺激的庭vol.1」　脚本（劇団スパイスガーデン実験公演）[13]

### 出演
- 大阪蛇道〜Snake of Violence〜　石原貴洋監督　政治家役（2013年）
- 蒼のざらざら　上村奈帆監督　教師役（2014年）
- 青春群青色の夏　田中佑和監督　ゴローの父役（2015年）[14]
- サムライフ　森谷雄監督　書店員役（2015年）
- バージン協奏曲　それゆけ純白パンツ！ SNS男役　小栗はるひ監督（2019年）
- はさまるたいち　菊地健雄監督　たいち役（2020年）　https://www.youtube.com/watch?v=g4EUPz54UJU
- 未来世紀SHIBUYA　白石晃士監督　ホームレス役（2021年　Hulu）
- 愛してる!　白石晃士監督　アイドルファン役（2022年9月16日、日活）[15]
- 餓鬼が笑う　ホームレス役　平波亘監督（2022年）
- サーチライト-遊星散歩-　鱗咲役　平波亘監督（2023年）

## 受賞歴
- 2008年
  - 東京ネットムービーフェスティバル - 田中麗奈賞
  - 仙台短編映画祭 - 「新しい才能に出会う」部門選出
- 2009年
  - 伊参スタジオ映画祭シナリオ大賞 - 上毛新聞社賞
- 2012年
  - ゆうばり国際ファンタスティック映画祭　『くそガキの告白』 - 審査員特別賞・シネガーアワード賞・ベストアクター賞・観客が選ぶゆうばりファンタランド大賞（人物部門）
- 2013年
  - ギャラクシー賞　『みんな!エスパーだよ!』 - 奨励賞「テレビ部門」